# Carrowmore

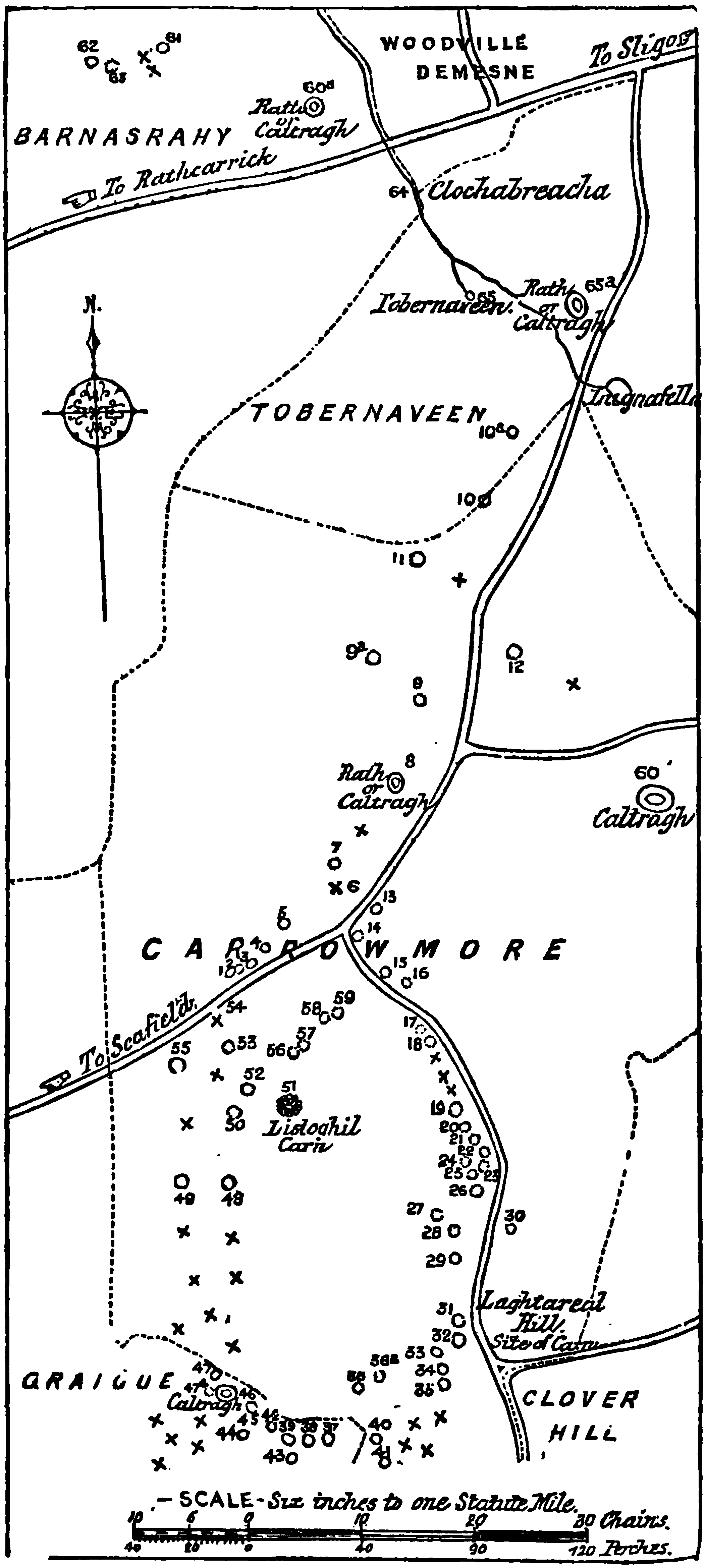
Carrowmore Karte von 1886

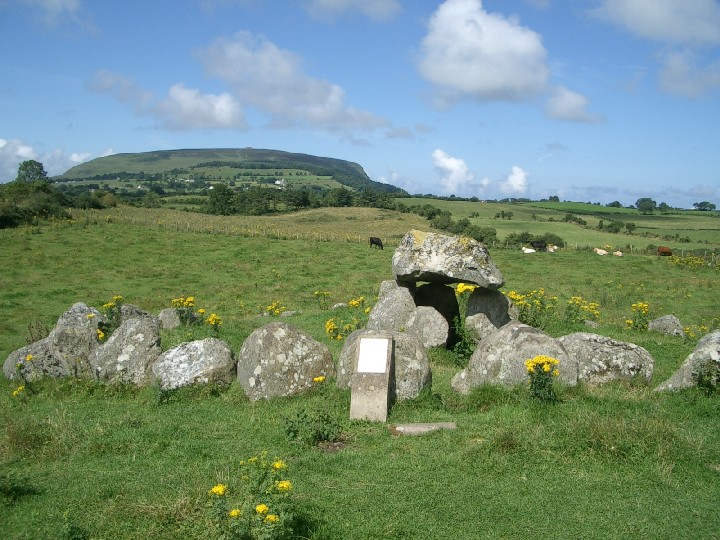
Carrowmore

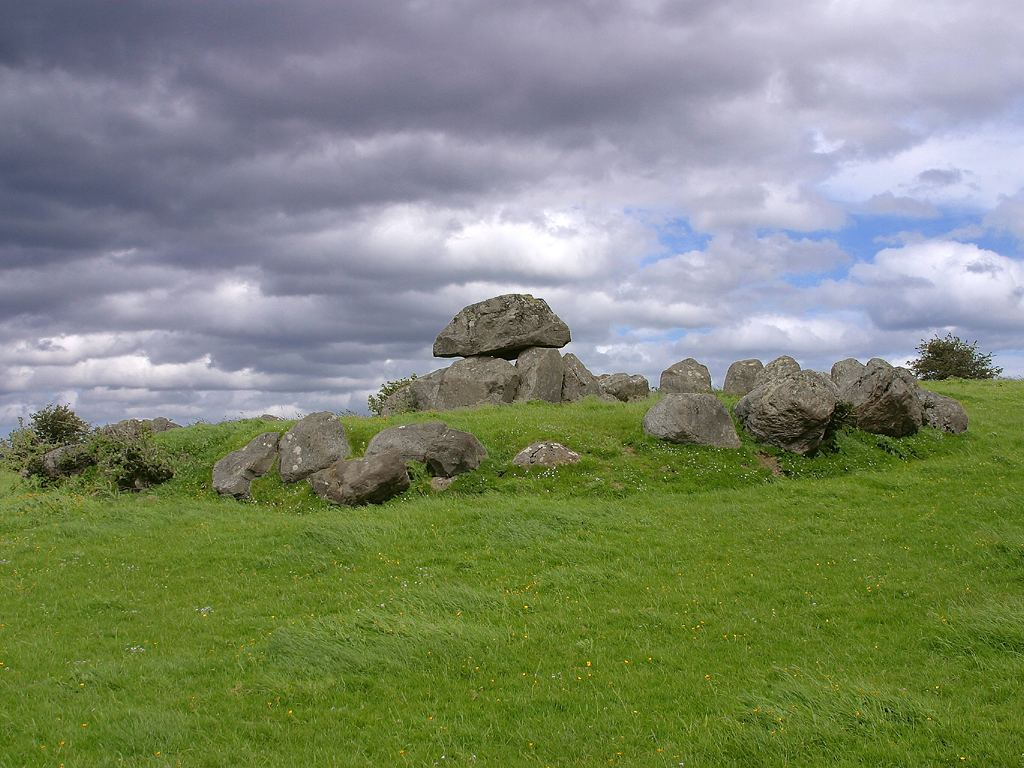
Carrowmore

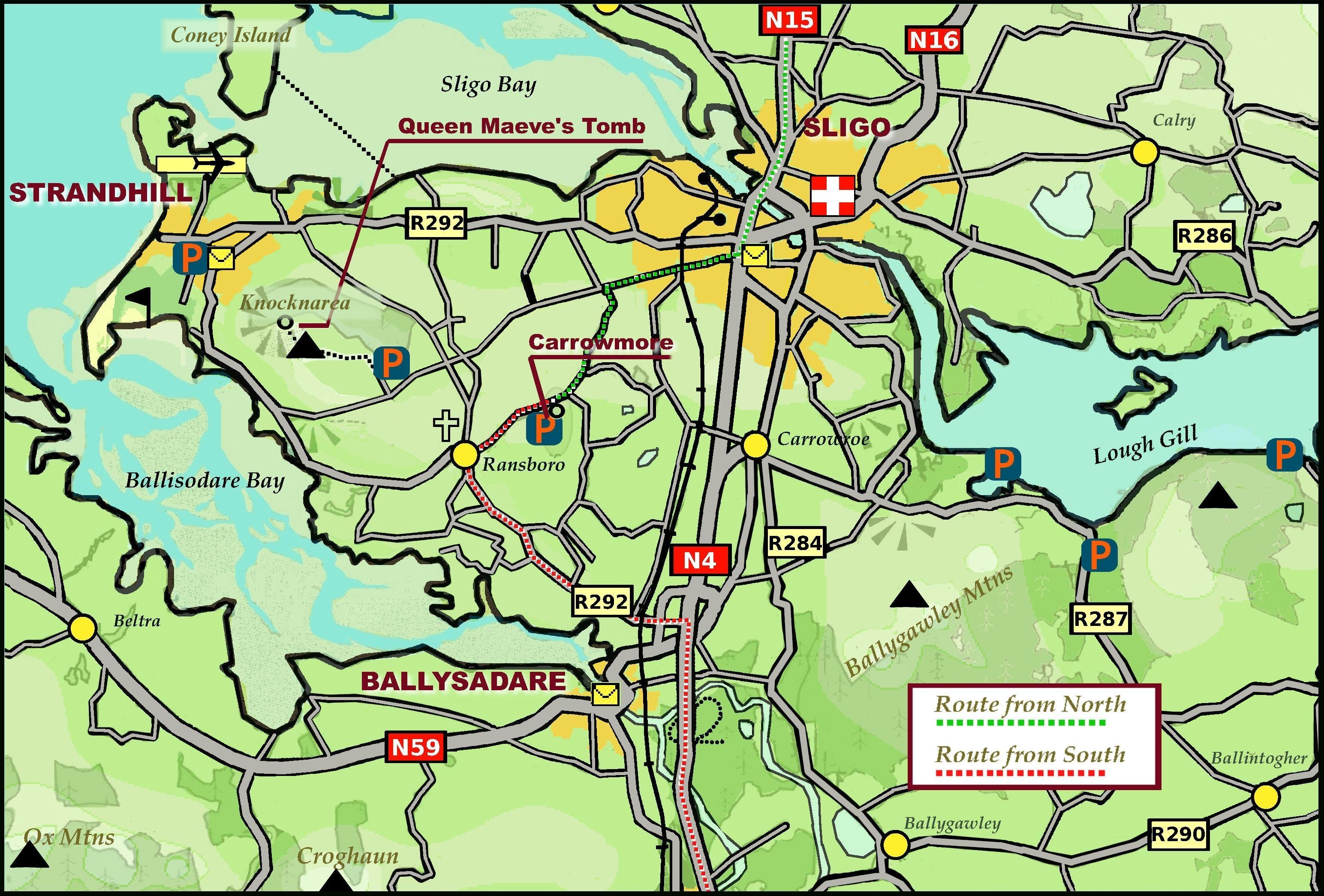
Lageplan Carrowmore und Knocknarea

Carrowmore (irisch An Cheathrú Mhór „das große Viertel“) im County Sligo ist die konzentrierteste (zumeist in Reihen geordnete) Anhäufung von zwischen 4000 und 2500 v. Chr. in der Jungsteinzeit errichteten Megalithanlagen in Irland. Die meisten der besser erhaltenen 25 Anlagen, von einst über 80 (manche sagen über 200), liegen auf einer Fläche von mehr als drei Quadratkilometern nahe der Erschließungsstraße.
Sie bestehen in der Hauptsache aus kleinen Passage Tombs und Dolmen. Wenige haben noch den Kreis aus Randsteinen, da sie wohl ursprünglich unter einem Cairn lagen. Die Anlagen sind älter als Newgrange und gehören an den Anfang der irischen Megalithik (circa 3850 v. Chr.). Die größte Anlage des Bereichs (No. 51) ist das unter einem Steinhügel ausgegrabene Listoghil, ein Passage Tomb mit Felsritzungen. Die Anlage No. 7 – entsprechend der Nummerierung durch G. Petries von 1837 – hat gewisse Ähnlichkeit mit dem dänischen Runddysse Poskær Stenhus auf Djursland. In mancher Hinsicht sind die Anlagen von Carrowmore atypische Ganggräber. Zum Beispiel hat keines der Passage Tombs (deutsch Ganggräber) einen tunnelartigen Gang, der ein Merkmal der meisten irischen Ganggräber ist, und nur Tomb 51, (Listoghil) hat einen Cairn.

## Datierungsprobleme
In Westeuropa scheinen einige Megalithanlagen sehr früh errichtet worden zu sein. Es gibt für den Cairn von Barnenez und Île Guennoc in der Bretagne, für Bougon bei Poitiers und für Chã da Parada im Nordwesten Portugals Radiokarbondaten aus dem späten 6. und dem frühen 5. Jahrtausend v. Chr. In der Bretagne wurden auf der Île d’Hœdic und bei Téviec im Morbihan Steinstrukturen mit Leichenbrand auf ungefähr 5200 v. Chr. datiert und als mesolithisch eingeordnet. In Dissignac im Département Loire-Atlantique wurden mesolithische Mikrolithen (Feuersteinwerkzeuge) in einem Passage Tomb gefunden. Frühe Daten lieferten scheinbar auch die Anlagen auf den Scilly-Inseln. All diese Daten lassen sich aber nicht chronologisch einordnen und müssen fehlerhaft sein.
Die Anlage No. 27 von Carrowmore ist ein Passage Tomb mit kreuzförmiger Kammer. Sie ist eines der größten Monumente von Carrowmore. Hier wird die Anordnung von Dowth (bei Newgrange) mit vier zentralen Pfeilern vorweggenommen. Das Baudatum (3825 v. Chr.) kann allerdings, ebenso wie das der Anlagen No. 1, 4, 7 und 51 kaum korrekt sein. Neue C-14-Datierungen revidieren die älteren Daten zumindest für Listoghil.

## Sonstiges

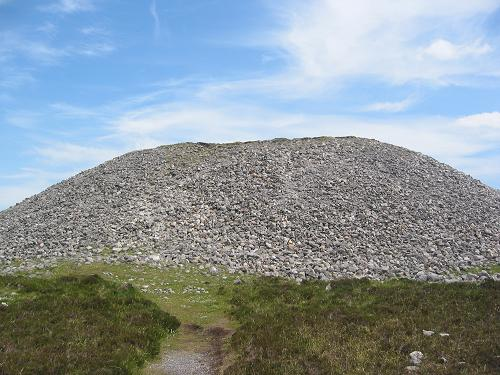
Queen Maeve´s Grave

In der Gegend finden sich auch Ringforts und einige Menhire.
Der Cuir-irra, (irisch: Choch bhreac – oder Cloch Liath) der graue oder der gesprenkelte Stein ist ein Lochstein, der den Grenzpunkt dreier Pfarrbezirke markierte. Er hat ein rechteckiges Loch von 90 cm × 60 cm. In der Nähe liegt der Knocknarea, ein 350 m hoher natürlicher Hügel, auf dem unter anderem ein gewaltiger Cairn liegt, der als Queen Maeve’s Grave bezeichnet wird. Zum Gelände von Carrowmore gehört ein im Sommer geöffnetes seit 1990 bestehendes Besucherzentrum.
Dieses Gebiet darf nicht mit dem ebenfalls archäologisch interessanten Loch na Ceathrún Móire (englisch Carrowmore Lake) im County Mayo verwechselt werden.

## Siehe auch

Carrowmore nach Wood-Martin 1886/87
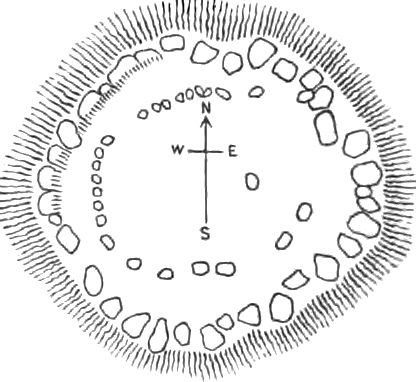
Tomb 1
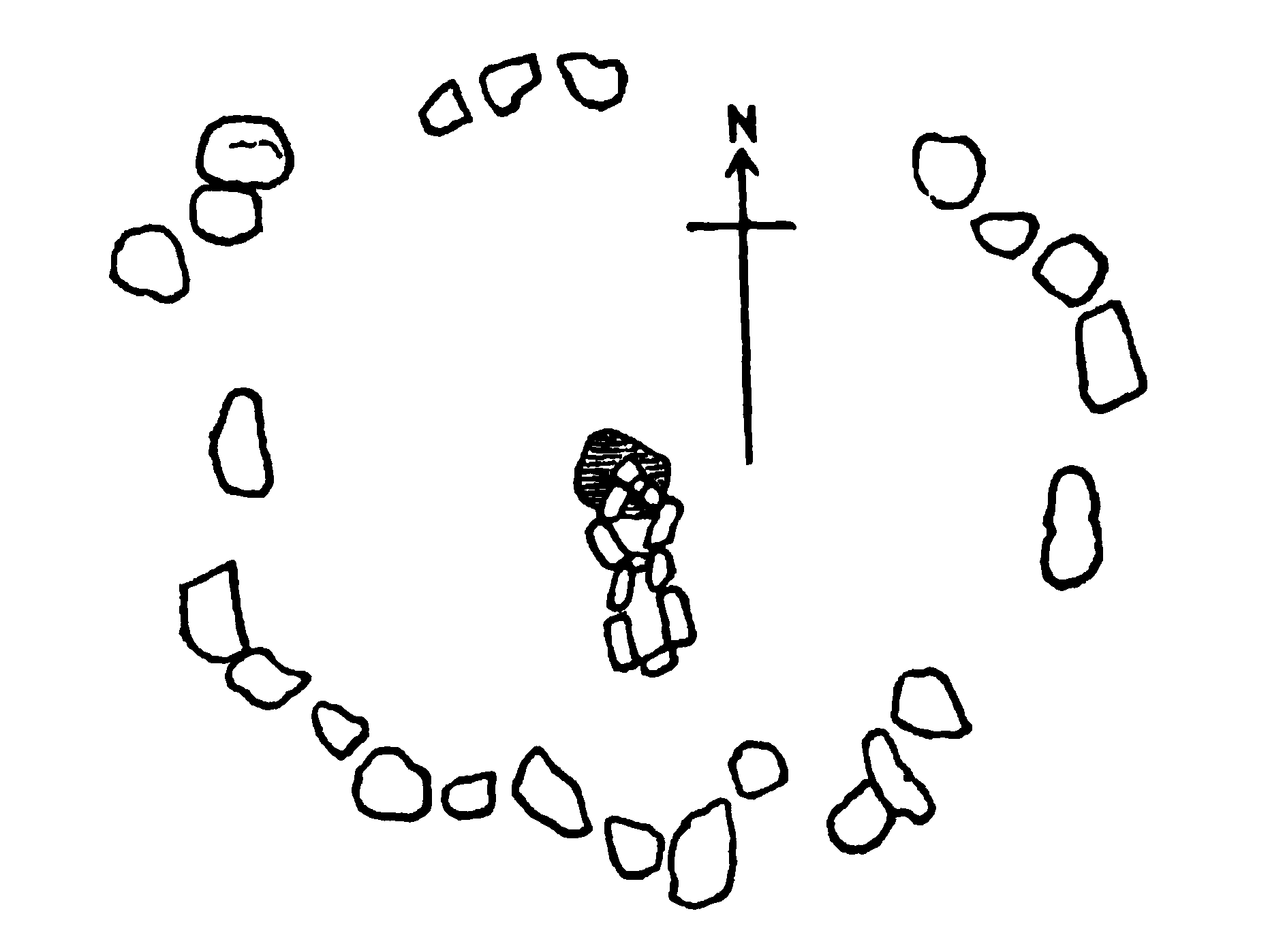
Tomb 3
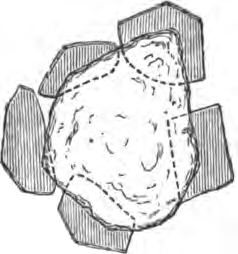
Tomb 4
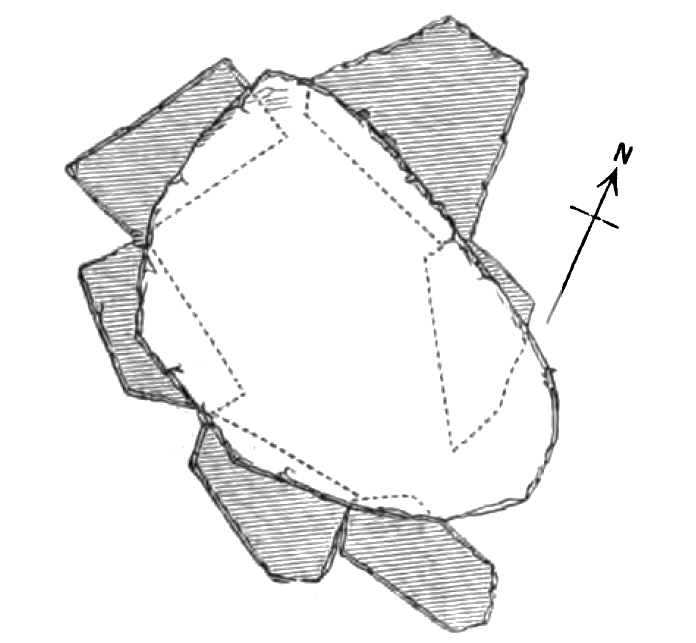
Tomb 7
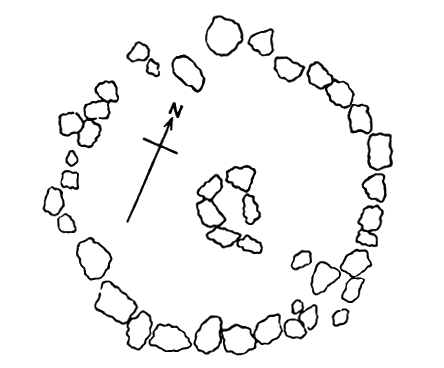
Tomb 7
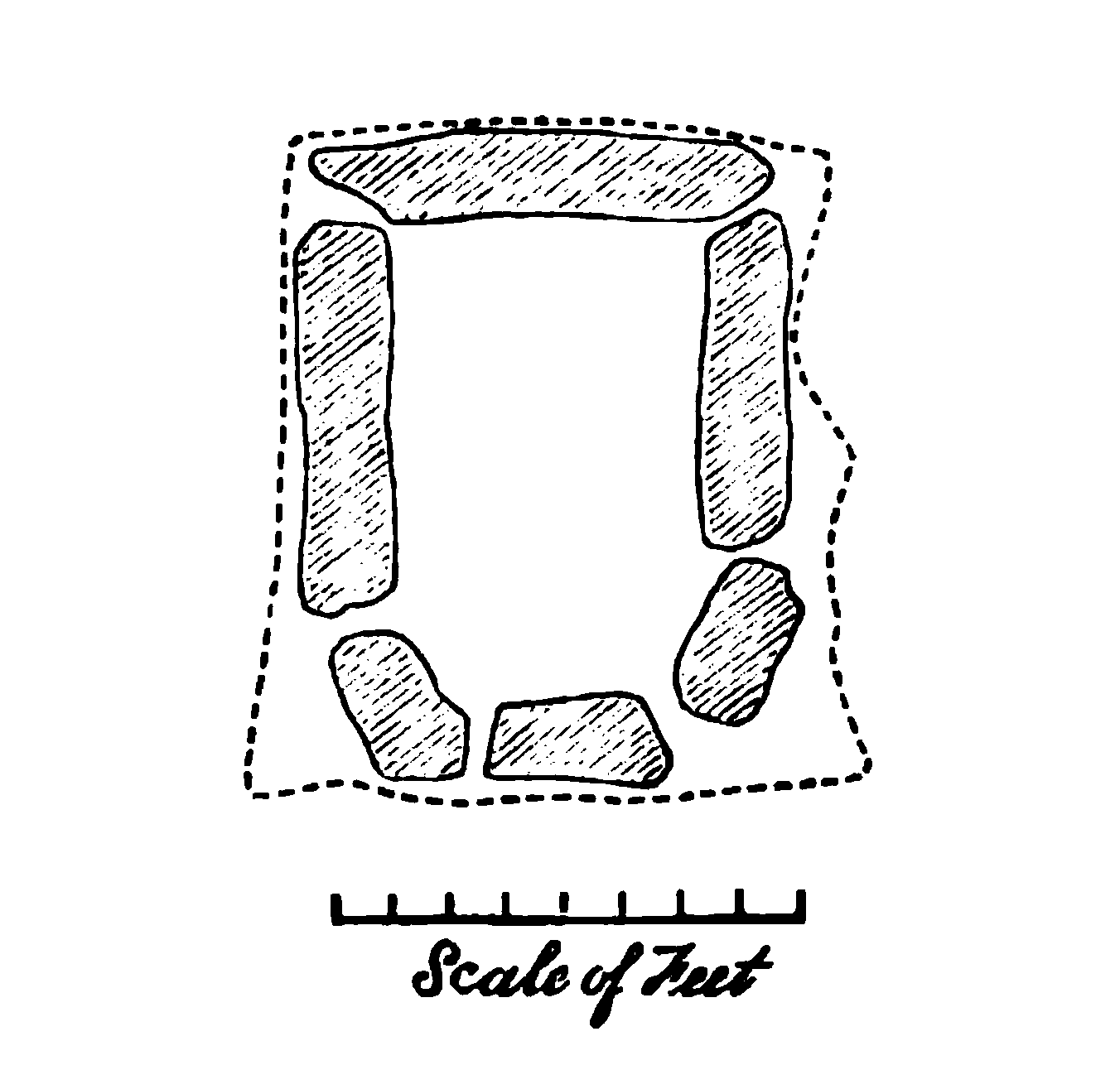
Tomb 51
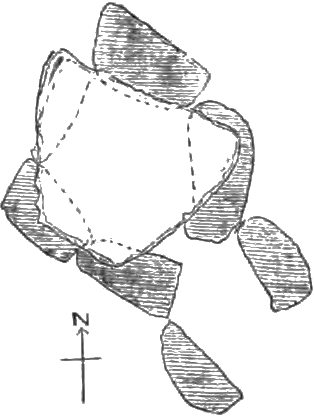
Tomb 52
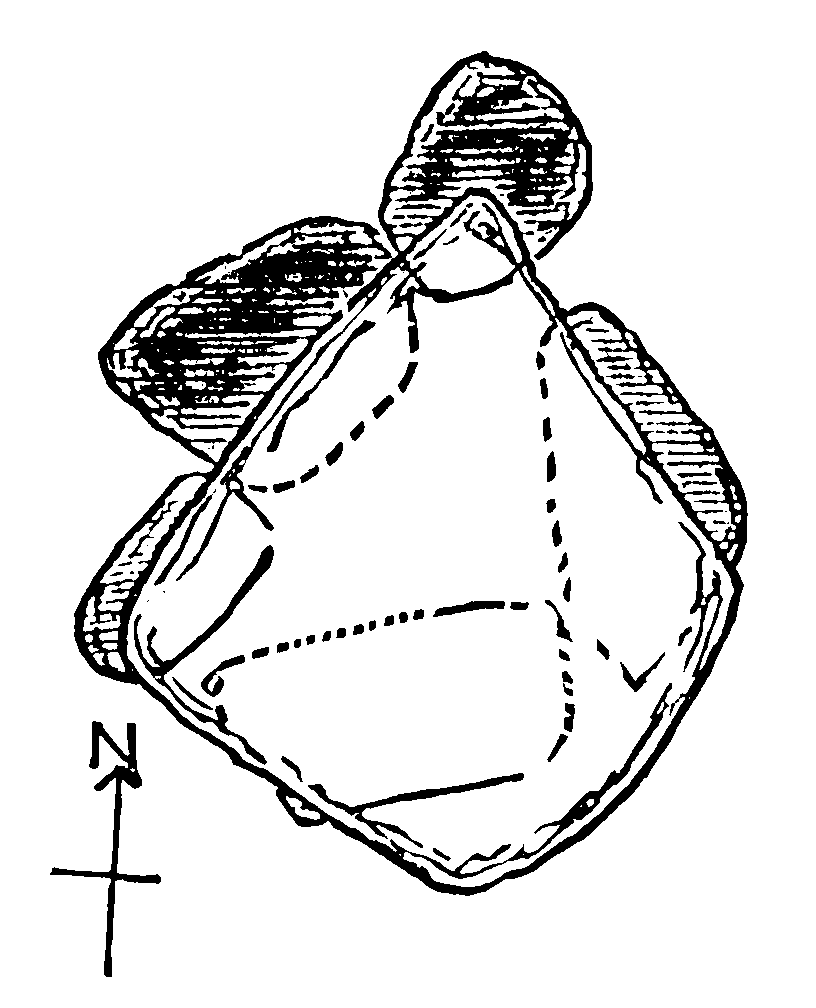
Tomb 54
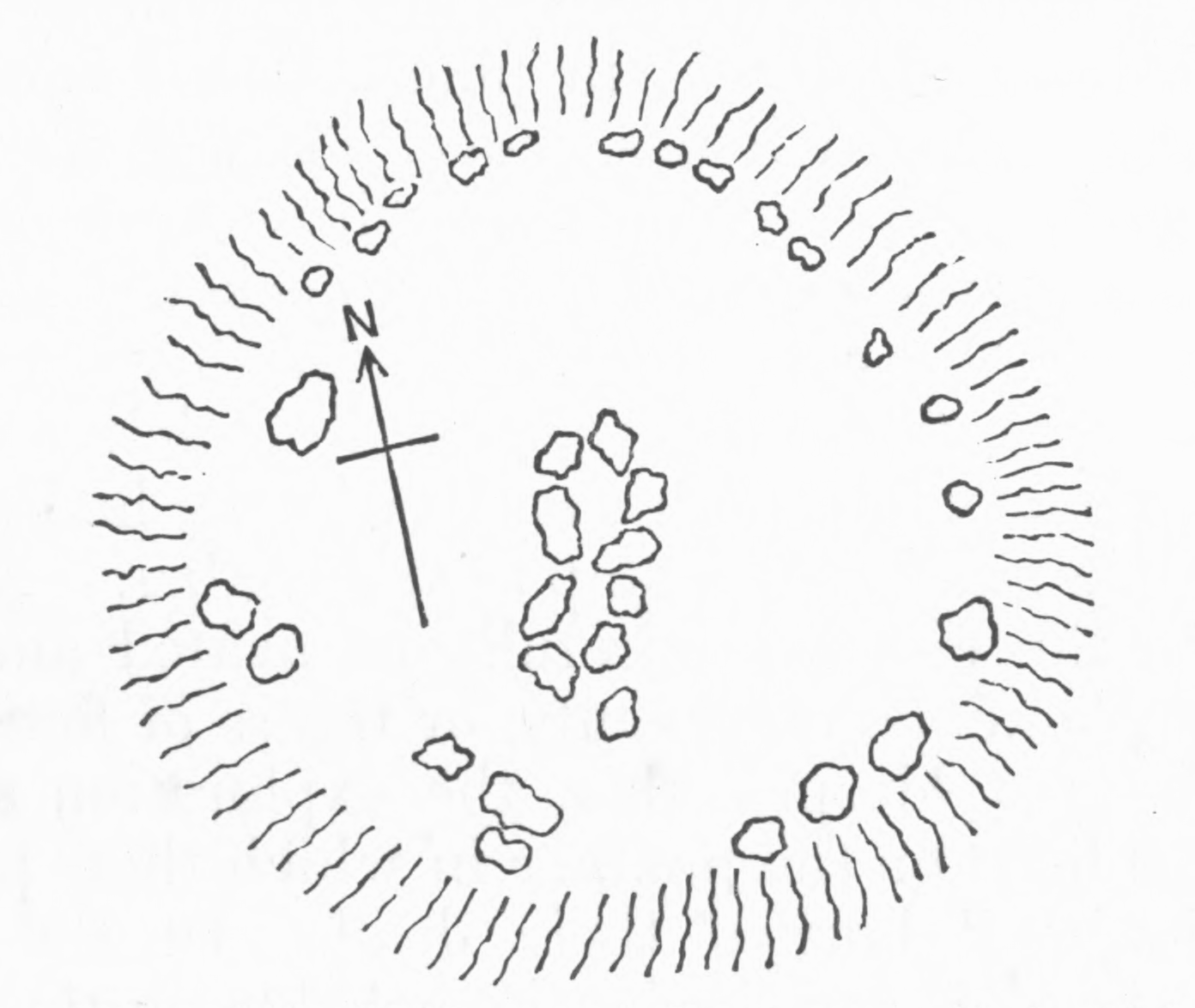
Tomb 56
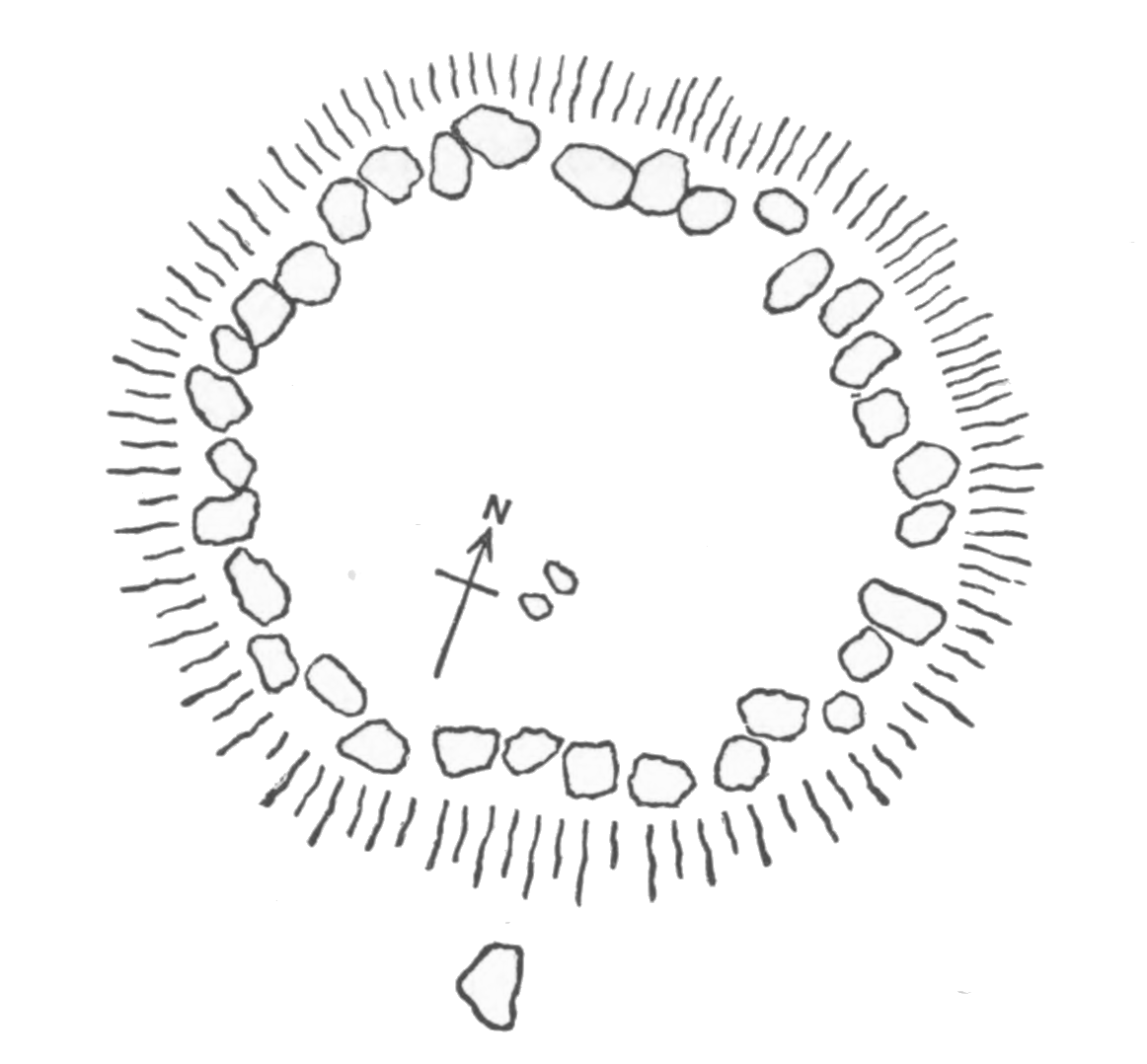
Tomb 57